# Mariages
Pour les articles homonymes, voir Mariage (homonymie).
Pour plus de détails, voir Fiche technique et Distribution.
Mariages est un drame historique québécois réalisé par Catherine Martin, sorti en 2001.

## Synopsis
Dans le Québec rural de la fin du XIXe siècle. Yvonne est une jeune fille en début de vingtaine. Orpheline de mère, elle a été élevée par sa grande sœur, Hélène. Yvonne maintient une relation amicale avec Noémie, la seconde épouse de son père, et Maria, la mère de celle-ci.  
Bien qu'Yvonne ne ressente aucune vocation, Hélène a quand même pris la décision de faire entrer sa jeune sœur au couvent. La vie familiale est soudainement perturbée par une découverte surprenante concernant la mère d'Yvonne. Dans le même temps, Yvonne attire l'attention de Charles, le fils du notaire, et cette attirance est réciproque. Lorsqu'Yvonne apprend qu'Hélène a décidé de marier sa propre fille, Thérèse, qui a tout juste quinze ans, à Charles, elle demande l'aide de Maria pour contrecarrer les plans de sa sœur.

## Fiche technique
- Réalisation : Catherine Martin
- Scénario : Catherine Martin
- Producteur : Réal Chabot et Lorraine Dufour
- Photographie : Jean-Claude Labrecque
- Montage : Lorraine Dufour
- Musique : Robert Marcel Lepage
- Direction artistique : André-Line Beauparlant
- Costumes : Sophie Lefebvre
- Son : Nicolas Gagnon, Hugo Brochu, Hans Peter Strobl, Bernard Gariépy Strobl
- Sociétés de production : Coop Vidéo de Montréal et Productions 23
- Société de distribution : Film Tonic
- Pays :  Canada ( Québec)
- Langues : français
- Genre : Drame historique
- Durée : 95 minutes
- Première mondiale : Festival des films du monde de Montréal : 27 août 2001
- Sortie en salles :  Canada ( Québec) : 28 septembre 2001

## Distribution
- Marie-Ève Bertrand : Yvonne
- Guylaine Tremblay : Hélène
- Hélène Loiselle : Maria
- Mirianne Brûlé : Thérèse
- David Boutin : Charles
- Markita Boies : Noémie
- Raymond Cloutier : Auguste
- Louise de Beaumont : Anastasie
- Claude Despins : Maurice
- Gabriel Gascon : Le chanteur
- Jennifer Morehouse : La gouvernante
- Chloé Rocheleau : Stéphanie

## Autour du film
Œuvre assez austère, Mariages est le premier long métrage de Catherine Martin qui avait déjà réalisé plusieurs courts et moyens métrages comme Odile ou réminiscences d’un voyage en 1985, Nuits d’Afrique en 1990 et Les Dames du neuvième en 1998.  Pour son scénario, Catherine Martin s'inspire en partie de l'histoire d'une de ses ancêtres.  La réalisatrice dédie d'ailleurs son film à ses parents et à la mémoire de l'énigmatique M.Y.C.
Présenté en première mondiale au Festival des films du monde de Montréal, Mariages y reçoit le prix du meilleur scénario.  Le film est aussi présenté au festival de Vérone où il décroche deux trophées (prix de la critique et prix d'interprétation pour l'actrice principale, Marie-Ève Bertrand).  Enfin, Mariages s'est vu décerner le prix du meilleur long métrage de 2001 par l'Association québécoise des critiques de cinéma.  En salles, le film ne connaîit cependant qu'un succès modeste.